# Drhovle
Drhovle är en ort i Tjeckien.   Den ligger i regionen Södra Böhmen, i den centrala delen av landet, 90 km söder om huvudstaden Prag. Drhovle ligger 455 meter över havet och antalet invånare är 511.
Terrängen runt Drhovle är platt. Runt Drhovle är det ganska glesbefolkat, med 38 invånare per kvadratkilometer. Närmaste större samhälle är Písek, 8,2 km öster om Drhovle. Trakten runt Drhovle består till största delen av jordbruksmark.